# Nowy Widzim
Nowy Widzim – wieś w Polsce położona w województwie wielkopolskim, w powiecie wolsztyńskim, w gminie Wolsztyn.
W okresie Wielkiego Księstwa Poznańskiego (1815-1848) miejscowość wzmiankowana jako Widzim nowy należała do wsi większych w ówczesnym powiecie babimojskim rejencji poznańskiej. Widzim nowy należał do wolsztyńskiego okręgu policyjnego tego powiatu i stanowił część majątku Widzim, który należał do byłego króla Niderlandów. Według spisu urzędowego z 1837 roku Widzim nowy liczył 136 mieszkańców, którzy zamieszkiwali 17 dymów (domostw).
W latach 1975–1998 miejscowość administracyjnie należała do województwa zielonogórskiego.
W pobliżu wsi przebiega linia kolejowa nr 359 Zbąszyń-Leszno. Między wsiami Nowy Widzim a Stary Widzim, formalnie na terenie Starego Widzima jest przystanek kolejowy Nowy Widzim.